# SN 1998ek
SN 1998ek – supernowa odkryta 15 października 1998 roku w galaktyce A063630-3758. W momencie odkrycia miała maksymalną jasność 18,00m.